# Laszczki
Laszczki (niem. Storchennest) – wieś sołecka w Polsce położona w województwie mazowieckim, w powiecie pruszkowskim, w gminie Raszyn.

## Opis
Wieś szlachecka położona była w drugiej połowie XVI wieku w powiecie warszawskim ziemi warszawskiej województwa mazowieckiego. 
W latach 1975–1998 miejscowość administracyjnie należała do województwa warszawskiego.
W Laszczkach znajduje się pagoda Thien Phuc.
W miejscowości znajduje się  źródliska, unikatowy teren na Mazowszu, który został objęty ochroną pomnikową.  Źródliska - czyli system źródeł zlokalizowanych na obszarze - 5,5 ha - zasilają system hydrologiczny Stawów Raszyńskich, poprzez  ciek wschodni  i zachodni.  Teren źródlisk porośnięty jest lasem ochronnym. Źródliska w Laszczkach, Dolina Raszynki i rezerwat Stawy Raszyńskie tworzą jeden wspólny ciąg ekologiczny, stanowiący część Warszawskiego Obszaru Chronionego Krajobrazu.
Na terenie Źródlisk zamieszkują liczne gatunki ptaków w tym sokoły wędrowne, siweczki obrożne, zimorodki, słowiki szare, wilgi, rokitniczki, inne.  